# Diex
Diex (Aussprache: [ˈdiːɛks]; slow.: Djekše) ist eine Gemeinde mit 789 Einwohnern (Stand 1. Jänner 2024) im Bezirk Völkermarkt in Österreich, im Bundesland Kärnten.

## Geographie
Die Gemeinde liegt im südöstlichen Kärnten am südlichen Abhang der Saualpe hoch über dem Jauntal und dem Lavanttal.

### Gemeindegliederung
Die Gemeinde gliedert sich in die vier Katastralgemeinden Diexerberg, Grafenbach, Haimburgerberg und Obergreutschach. Das Gemeindegebiet umfasst folgende sieben Ortschaften (Einwohnerzahlen Stand 1. Jänner 2024):
- Bösenort (Hudi kraj) (62)
- Diex (Djekše) (385)
- Grafenbach (Kneža) (107)
- Großenegg (Tolsti Vrh) (40)
- Haimburgerberg (Vovbrske Gore) (130)
- Michaelerberg (Šmihelska Gora) (1)
- Obergreutschach (Zgornje Krčanje) (64)

### Nachbargemeinden
|             | Eberstein (SV)                              |         |
| Brückl (SV) | Kompassrose, die auf Nachbargemeinden zeigt | Griffen |
|             | Völkermarkt                                 |         |

## Geschichte
Diex wurde in einer Schenkungsurkunde von König Arnulf 895 erstmals als mons Diehse erwähnt.
Aufgrund seiner klimatisch günstigen Bedingungen war das heutige Gemeindegebiet schon früh besiedelt und später auf mehrere Grundherrschaften aufgeteilt.
Im 15. Jahrhundert wurden die Kirchen von Diex und Grafenbach wegen der Türkengefahr zu Wehrkirchen ausgebaut.
Die politische Gemeinde bildete sich 1865 aus den seit 1850 bestehenden Ortsgemeinden Diexerberg und Haimburgerberg. Das Gemeindegebiet veränderte sich 1973, als Teile der aufgelösten Gemeinde Haimburg sowie von Griffen an Diex fielen.

### Bevölkerung
Zum Zeitpunkt der Volkszählung 2001 hatte Diex 863 Einwohner, davon waren 99,2 % österreichische Staatsbürger. 6,8 % gehörten der slowenischsprachigen Volksgruppe an.
Zur römisch-katholischen Kirche bekannten sich 97 % der Gemeindebevölkerung. Ohne religiöses Bekenntnis waren 2 %.

### Bevölkerungsentwicklung
In den Jahren seit 1981 war die Geburtenbilanz ausgeglichen, die Wanderungsbilanz jedoch negativ.

## Kultur und Sehenswürdigkeiten

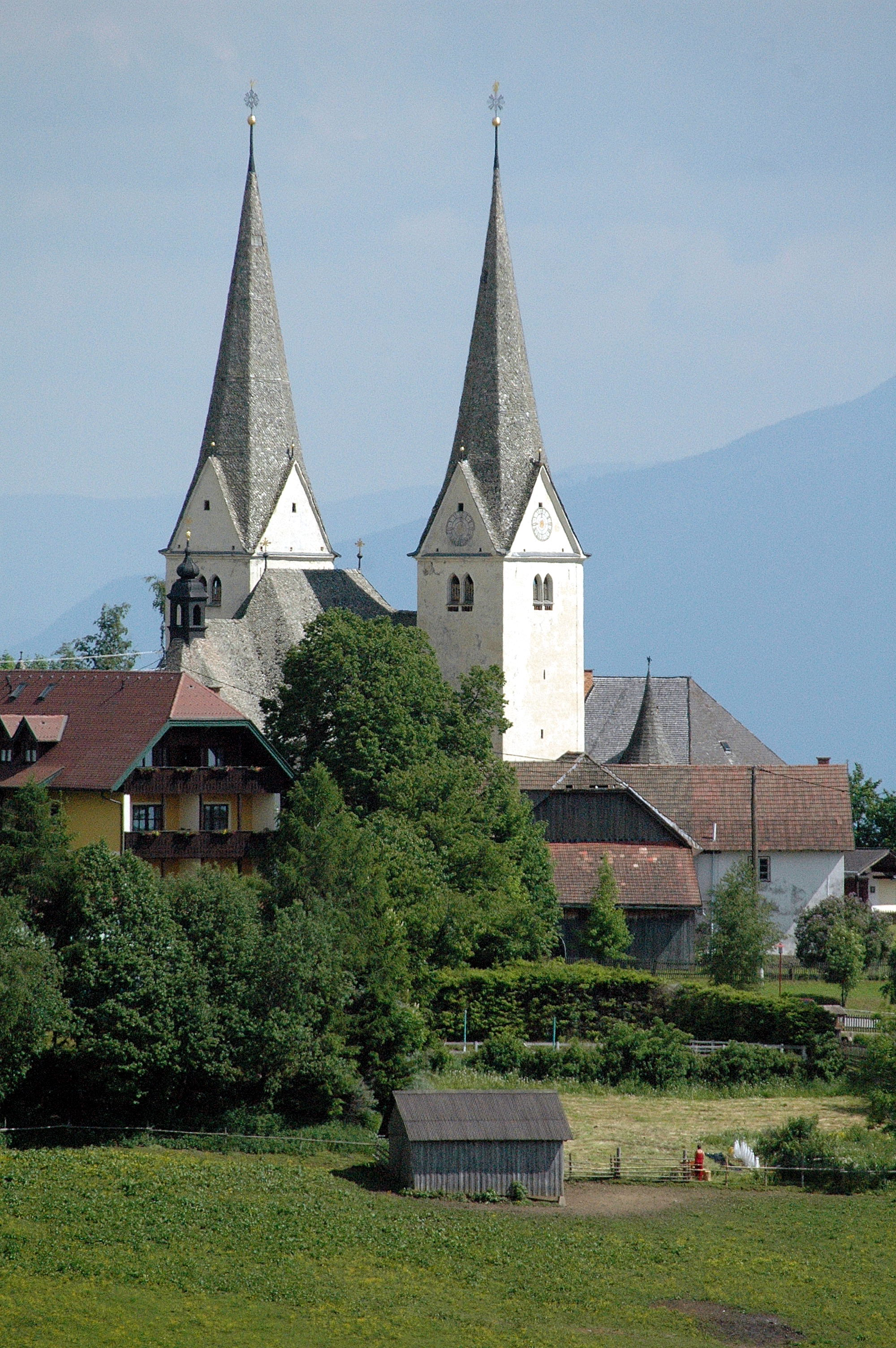
Wehrkirche in Diex, Saualm

### Bauwerke
- Wehranlage um Diexer Friedhof und Pfarrkirche

Um Friedhof und Kirchenbau bestaunt der Besucher eine beachtliche frühneuzeitliche, zirka 5 m hohe Ringmauer über unregelmäßigem, sechseckigem Grundriss, sowie an den Knickstellen im Osten und Westen dreiviertel Rundtürme. In der Nordost-Ecke steht ein trapezförmiger Torbau mit Schießscharten. Über dem profilierten Portal prangt eine spätgotische Kreuzigungsgruppe (Entstehung um 1515), der Torbau selbst ist tonnengewölbt, über der Portalaußenseite eingemauert ist ein Stein mit Darstellung der „Schwurhand Odins“, auf der Friedhofseite bezeichnet mit 1535 (Bauabschluss) und die Türe weist Schießlöcher auf. An der Innenseite der Wehrmauer verläuft ein hölzerner gedeckter, gut erhaltener Wehrgang mit Schildwand und Wurfspalte, die durch bewegliche Balken abdeckbar ist.
- Pfarrkirche Diex Hl. Martin, Wehrkirche
- Pfarrkirche Maria Magdalena in Grafenbach, gotische Wehrkirche

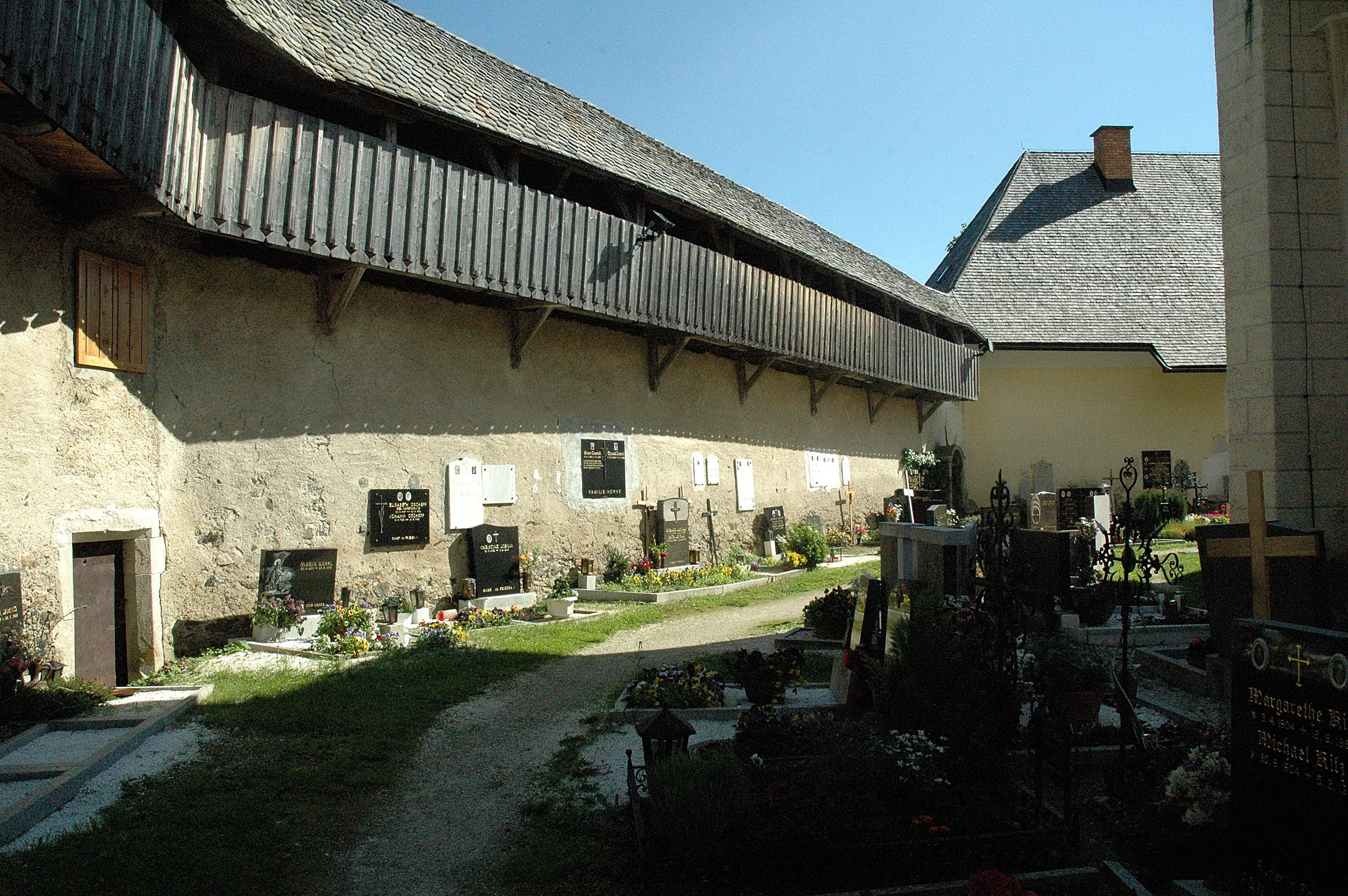
Diexer Friedhof und Ringmauer mit Wehrgang
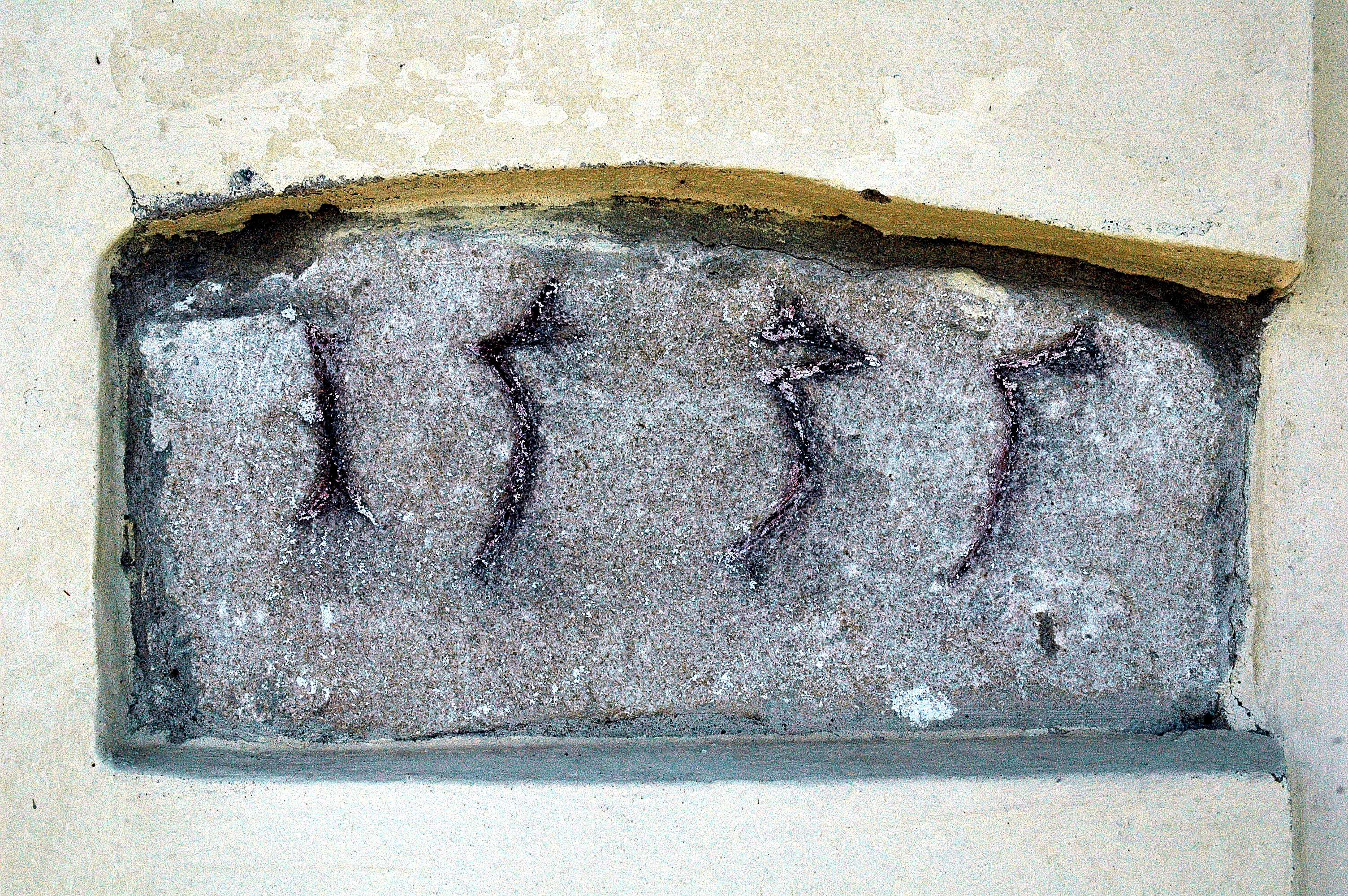
Bauabschlussstein über dem Portal der Wehranlage
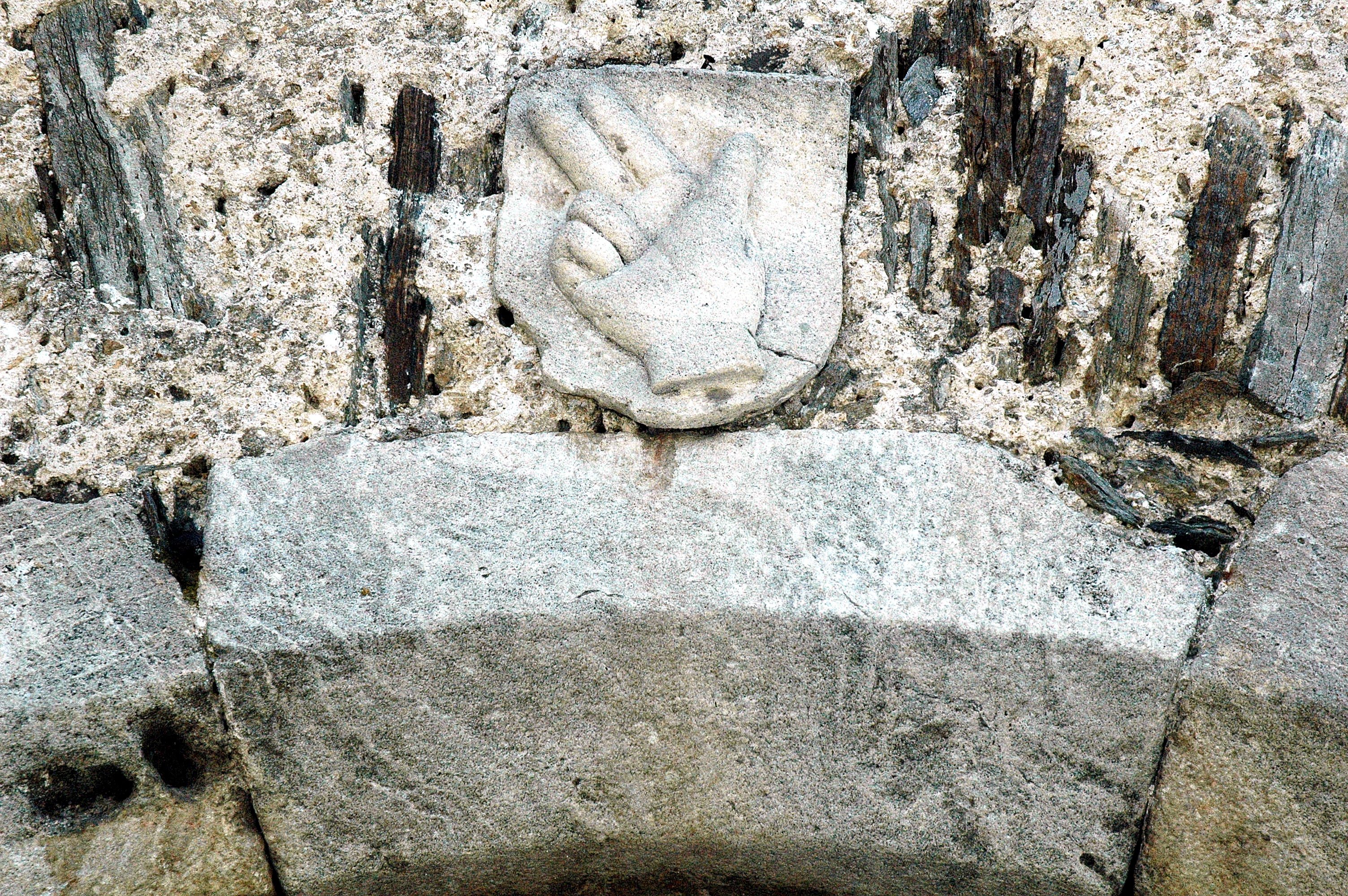
Schwurhandstein über dem Portal der Wehranlage

## Freizeit und Tourismus
Diex ist ein Ausgangspunkt für Wanderungen auf die Saualpe, der Ort liegt am Eisenwurzenweg sowie am Kärntner Mariazellerweg, zwei österreichischen Weitwanderwegen.

## Politik

### Gemeinderat
Der Gemeinderat besteht aus 11 Mitgliedern.
- Mit der Gemeinderatswahl 2015 setzte er sich wie folgt zusammen: 4 ÖVP, 4 FPÖ und 3 SPÖ.[3]
- Mit der Gemeinderatswahl 2021 setzt er sich wie folgt zusammen: 6 LFD, 3 ÖVP und 2 SPÖ.[4]

### Bürgermeister
Direkt gewählter Bürgermeister ist Anton Napetschnig (LFD).

### Wappen
Das Wappen von Diex zeigt „In Blauem Schild aus goldener Ringmauer eine doppeltürmige goldene Kirche mit Dachreiter auf dem Chorfirst wachsend; Steinplattendächer von Mauer und Kirche schwarz gezeichnet, Dachreiterhelm schwarz.“ Es stellt die Wehrkirche St. Martin dar, die schon vor der Wappenverleihung im Siegel der Gemeinde als Motiv diente.
Wappen und Fahne wurden der Gemeinde am 22. Oktober 1969 verliehen. Die Fahne ist Blau-Gelb-Schwarz mit eingearbeitetem Wappen.